# Arnold León
Alex Arnold León (né le 6 septembre 1988 à Culiacán, Sinaloa, Mexique) est un lanceur droitier de la Ligue majeure de baseball sous contrat avec les Blue Jays de Toronto.

## Carrière
Arnold León commence sa carrière professionnelle en 2006 avec les Saraperos de Saltillo de la Ligue mexicaine de baseball et son contrat est acheté en 2007 par les Athletics d'Oakland de la Ligue majeure de baseball. Il rate presque toutes les saisons 2010 et 2011 après avoir subi une opération de type Tommy John.
En 2013, il porte les couleurs de l'équipe du Mexique à la Classique mondiale de baseball. Dans un match du tournoi à Phoenix contre le Canada, il atteint d'un lancer son adversaire Rene Tosoni, ce qui entraîne une violente bagarre générale sur le terrain.
Surtout lanceur de relève dans les ligues mineures, il devient lanceur partant à partir de 2013. Les Athletics d'Oakland le rappellent des mineures en mai 2014 en prévision d'un programme double mais le renvoient d'où il vient sans même l'avoir fait jouer. León effectue finalement ses débuts dans le baseball majeur avec Oakland le 22 avril 2015 comme lanceur de relève face aux Angels de Los Angeles.
Son contrat est cédé aux Blue Jays de Toronto le 5 janvier 2016.